# Aloma Wright
Pour les articles homonymes, voir Wright.
Aloma Wright est une actrice américaine née le 10 mars 1950 à New York, connue pour ses rôles de Laverne Roberts dans la série humoristique Scrubs (2001-2009), puis comme Maxine Landis dans la série dramatique Des jours et des vies (2008–2015), comme Mildred Clemons dans la série dramatique ABC Private Practice (2011–2013) et enfin comme Gretchen Bodinski dans la série dramatique Suits; Avocats sur mesure (2015–2019).

## Biographie

### Jeunesse et formation
Aloma Wright est née à New York mais a grandi en Californie. Après ses études secondaires elle est acceptée à l'American Academy of Dramatic Arts de New York, une école supérieure de musique, de danse et de théâtre. 

### Carrière
Elle commence sa carrière comme comédienne où elle tient divers rôles dans des pièces de théâtre, puis elle se tourne vers la télévision et le cinéma. Après avoir tenu des seconds rôles, en 2001, elle se fait connaitre en tenant le rôle de Laverne Roberts dans la série humoristique Scrubs produit par la NBC. Elle tient le rôle jusqu'en 2010, au moment où son rôle décède. Dans la foulée, elle est engagée pour tenir le rôle de Maxine Landis dans la série dramatique de jour Des jours et des vies,. 
Au cinéma elle s'est faite plus particulièrement connaître dans des films comme Trippin' (film) (en) (1999) où elle tient le rôle de Louise Reed,, Imagine 17 ans (2002) où elle tient le rôle de d'Alicia, The Gospel' (2005) où elle tient le rôle d'Ernestine.

## Filmographie

### Cinéma
- 1995 : Stuart sauve sa famille (Stuart Saves His Family) d'Harold Ramis : Autograph seeker
- 1998 : Obsession fatale (Devil in the Flesh) : Secretary
- 1999 : Sonic Impact (en) : Travel Agent
- 1999 : Trippin' (en) de David Raynr : Louise Reed
- 2000 : Shadow Hours : Nurse Johnson
- 2000 : American Girls (Bring It On) : Pauletta
- 2001 : Kingdom Come : Veda
- 2001 : The Brothers : Helen Palmer
- 2002 : Les Aventures de Mister Deeds (Mr. Deeds) : Coretta Keeling, the Cat Lady
- 2002 : Imagine 17 ans (Try Seventeen) : Alicia
- 2003 : Débarrasse-nous d'Éva (Deliver Us from Eva) : Reverend Washington
- 2004 : Les Vacances de la famille Johnson (Johnson Family Vacation) : Glorietta Johnson
- 2005 : Family Reunion : Bernadine Porter
- 2005 : Ralph & Stanley : Receptionniste
- 2005 : Thank You for Smoking : Gizelle (voix)
- 2005 : The Gospel : Ernestine
- 2006 : Grad Night : Principal Wheeler

### Télévision
- 1998 : Des fleurs pour Sarah (nl) (About Sarah) (TV) : Claudia Avery
- 1998 : I Married a Monster (TV) : Desk Clerk
- 1998 : Power Rangers dans l'espace (TV) : Adele
- 1998 : Friends (TV) : Celui qui enviait ses amis, vendeuse
- 2000 : Malcolm (Saison 1, Épisode 3) : Infirmière Laverne Roberts
- 2001 : Motocross (en) (Motocrossed) (TV) : Barbara Rollins
- 2001-2010 : Scrubs (TV) : Infirmière Laverne Roberts
- 2001 : When Billie Beat Bobby (en) (TV) : Convalescent Home Nurse
- 2006: NCIS : Enquêtes spéciales, saison 3 épisode 23 : Infirmière
- 2007 : Ben 10 : Course contre-la-montre (Ben 10: Race Against Time) (TV) : Mrs. Dalton
- 2012-2013 : Private Practice : Mildred Clemons
- 2015-2019 : Suits : Avocats sur mesure : Gretchen
- depuis 2020 : Tyler Perry's Young Dylan : Viola